# Lauren Conrad
Lauren Katherine Conrad (født 1. februar 1986) er en amerikansk tv-personlighed, skuespiller, forfatter og mode designer. Hun er kendt for sin hovedrolle i MTV reality-serien Laguna Beach: The Real Orange County og dens spin-off serien, The Hills, der  fulgte hendes personlige og professionelle liv, mens hun forfulgte en karriere i modebranchen.

## Opvækst
Conrad blev født i Laguna Beach, Californien af forældre Jim og Kathy. Hun er den ældste af tre børn. Hendes yngre søskende er Breanna og Brandon.

## Karriere
Reality-tv
2004-2005: Laguna Beach
Under Conrads senior år på gymnasiet, følges hun i MTV reality-serien Laguna Beach: The Real Orange County , hvor hun indvilligede i at få sit liv optaget. Efter eksamen i 2004, startede hun på Academy of Art University i San Francisco sammen med sin veninde, Heidi Montag, men blev der kun et semester . I anden sæson af Laguna Beach, vendte hun hjem og begyndte på et lokalt College, før hun efterfølgende startede på Fashion Institute of Design & Merchandising.

2006-2009: The Hills¨
Den første sæson af The Hills havde premiere på amerikansk MTV den 31. maj 2006. Serien dokumenterede Conrads flytning til Los Angeles, hendes arbejde på Teen Vogue, hendes personlige og venners liv, herunder daværende roommate Heidi Montag, samt veninderne Audrina Patridge, og Whitney Port. Sidst på sæsonen afslår Lauren et tilbud fra Teen Vogue om at komme til Paris for sommeren, fordi hun hellere vil blive hos kæresten Jason.
Serien blev senere forlænget med endnu en sæson, som blev filmet fra sensommeren 2006 til februar 2007, og sæsondebuterede den 15. januar 2007. I løbet af denne tid, forværredes Lauren og Heidis forhold, fordi Heidi i stigende grad ville tilbringe sin tid sammen med sin nye kæreste, Spencer Pratt, en person som Lauren ikke brød sig om. Senere i februar 2007, blev veninden Audrina Patridge  Conrads nye værelseskammerat efter Heidi flyttede sammen med Spencer.
Optagelserne til den tredje sæson af The Hills begyndte i midten af sommeren 2007 og varede til marts 2008. Premiereepisode blev vist August 13, 2007. I løbet af denne tid var Conrad i stand til at genoprette sin status ved Teen Vogue og bliver tilbudt en anden tur til Paris sammen med Whitney Port. I marts 2008 havde Port allerede forladt Teen Vogue for mode og PR virksomheden People's Revolution. Efter at have spurgt Conrad at bistå ved et arrangement, bemærkede Kelly Cutrone Laurens arbejdsetik og inviterede hende til at arbejde for hendes selskab.
Optagelserne til den fjerde sæson af The Hills begyndte i midten af sommeren 2008 og varede til november 2008. Premiereepisode af Sæson 4 blev vist August 18, 2008.
Optagelserne til sæson 5 begyndte i januar 2009, og premiereepisode blev vist 6. april 2009. Conrad har anført, at femte sæson ville blive hendes sidste. Hendes sidste optræden i serien blev den 31. maj 2009 ved Heidi og Spencers bryllup. Programmet fortsatte uden hende, nu med Kristin Cavallari, også tidligere deltager i Laguna Beach reality-serien, som ny frontfigur.
I marts 2010 blev det bekræftet, at den sjette sæson af The Hills ville blive den sidste. Der var megen spekulation om, at Conrad vil gøre en gæsteoptræden i seriens finale. Serien sluttede den 13. juli 2010, efter seks sæsoner og 102 episoder. Hun optrådte ikke i finalen, men senere kom det frem, at hun filmede en alternativ slutning på serien med Brody Jenner.

2010-nu: Ny serie
Den 24. september 2010, meddelte Conrad i programmet "On Air med Ryan Seacrest", at hun ville optræde i en kommende MTV reality-serie. Showet vil fokusere på hendes modekarriere snarere end at fokusere på hendes personlige liv, og hun siger at showet "vil være noget helt andet" end The Hills.[7] Et pilotafsnit blev filmet, men det levede ikke op til MTV's forventninger. Derfor blev serien aldrig vist på MTV.
Mode linjer
Conrad landede en praktikplads på Teen Vogue , mens optagelserne af sæson 1 på The Hills var i gang. Conrad og hendes reality show optrædener er krediteret for at forbedre salget af Teen Vogue. Det forlød i marts 2007, at siden anden sæson af The Hills begyndte  i midten af januar, steg salget af bladet med tocifrede tal i forhold til 2006 salg. Ifølge Lisa Love, West Coast redaktør hos Vogue, der holdt samtaler til praktikken position, skulle Conrad til samtale for at få jobbet, "uanset hvad kameraerne ønskede".
Conrad udviklet en sin egen mode linje, Lauren Conrad Collection, der debuterede på Mercedes Benz LA Fashion Week i Smashbox Studios i marts 2008. I marts 2009, meddelte Conrad, at hun ville holde pause fra mode linje, så forårs og sommer 2009 linjerne  blev aflyst.[12] Hun tjener anslået 1.500.000 dollars om året for hendes tv-optrædener, mode linje, og produkt påtegninger. I efteråret 2009 lancerede Conrad "LC af Lauren Conrad" i Kohl's butikker i USA.

Bøger
Conrad's første roman og den første af en trilogi, LA Candy, blev udgivet den 16. juni 2009. Inspireret af Conrad personlige liv, er LA Candy en roman om en ung kvinde, der flytter til Los Angeles og bliver stjerne i et reality TV show. Det var en New York Times bestseller. Conrads anden bog i trilogien, Sweet Little Lies, blev udgivet den 16. februar 2010. Den sidste bog i serien er Sugar and Spice, og blev udgivet den 5. oktober 2010.
Conrad har også udgivet en anden bog, Style, om hendes oplevelser i og hendes viden om modebranchen.
Conrad skriver en spin-off af LA Candy serien, som vil følge karakter Madison.

Tv og film
I 2007 dukkede Conrad som en satirisk udgave af sig selv i komedien Epic Movie.
I maj 2009 dukkede Conrad op som en tegneserie og ironisk udgave af sig selv i en episode af Family Guy
Conrad optrådte som gæstedommer i Sæson 13 af America's Next Top Model.
I august 2009 dukkede Conrad op i en episode af tiårs udgaven af "Hvem vil være millionær", hvor hun spillede for hendes velgørenhedsorganisation. Hun blev stillede et spørgsmål ftil $ 50.000 og besvaret det korrekt efter brug af sin spørg publikum livline. Hun har for nylig været gæstestjerne "Kathy Griffin: My Life på D-List."

Producer
Conrad lancerede sig selv som en producent i begyndelsen af 2009. Hendes firma Blue Eyed Productions har købt rettighederne til at filmatisere LA Candy. Conrad er executive producer på filmen. Filmen vil være baseret på hendes tre bøger. Conrad har optrådt i interviews hvor hun siger, at hun i øjeblikket arbejder på at producere film, og det er hendes primære fokus.

Personlige liv
Lauren har haft flere forhold med kollegaer og co-stjerner i og uden for Laguna Beach og The Hills, så som Brody Jenner, Jason Wahler og Stephen Coletti. Hun datede i en periode på 3 år skuespilleren Kyle Howard. Deres forhold endte i 2011. Lauren Conrad begyndte i Februar 2012 at date den tidligere guitaristen og baggrundsanger fra bandet Something Corporate, William John Tell. I oktober 2013 offentliggjorde de, at de var blevet forlovet og d. 13. september 2014 blev de gift.